# Luis R. Esteves
Luis Raul Esteves (30 avril 1893 — 12 mars 1958) est un général de division, premier portoricain et premier citoyen américain d'origine hispanique sorti diplômé de l'Académie militaire des États-Unis. Il est aussi le fondateur de la Garde nationale de Porto Rico. À l’Académie, où il côtoya dans sa classe Dwight Eisenhower, Omar Bradley, Joseph T. McNarney (en), James Van Fleet ou George E. Stratemeyer, Esteves fut le premier à atteindre le grade de général.